# Berberis turcomannica
Berberis turcomannica là một loài thực vật có hoa trong họ Hoàng mộc. Loài này được Kar. ex Ledeb. mô tả khoa học đầu tiên năm 1842.